# S3 kazemat

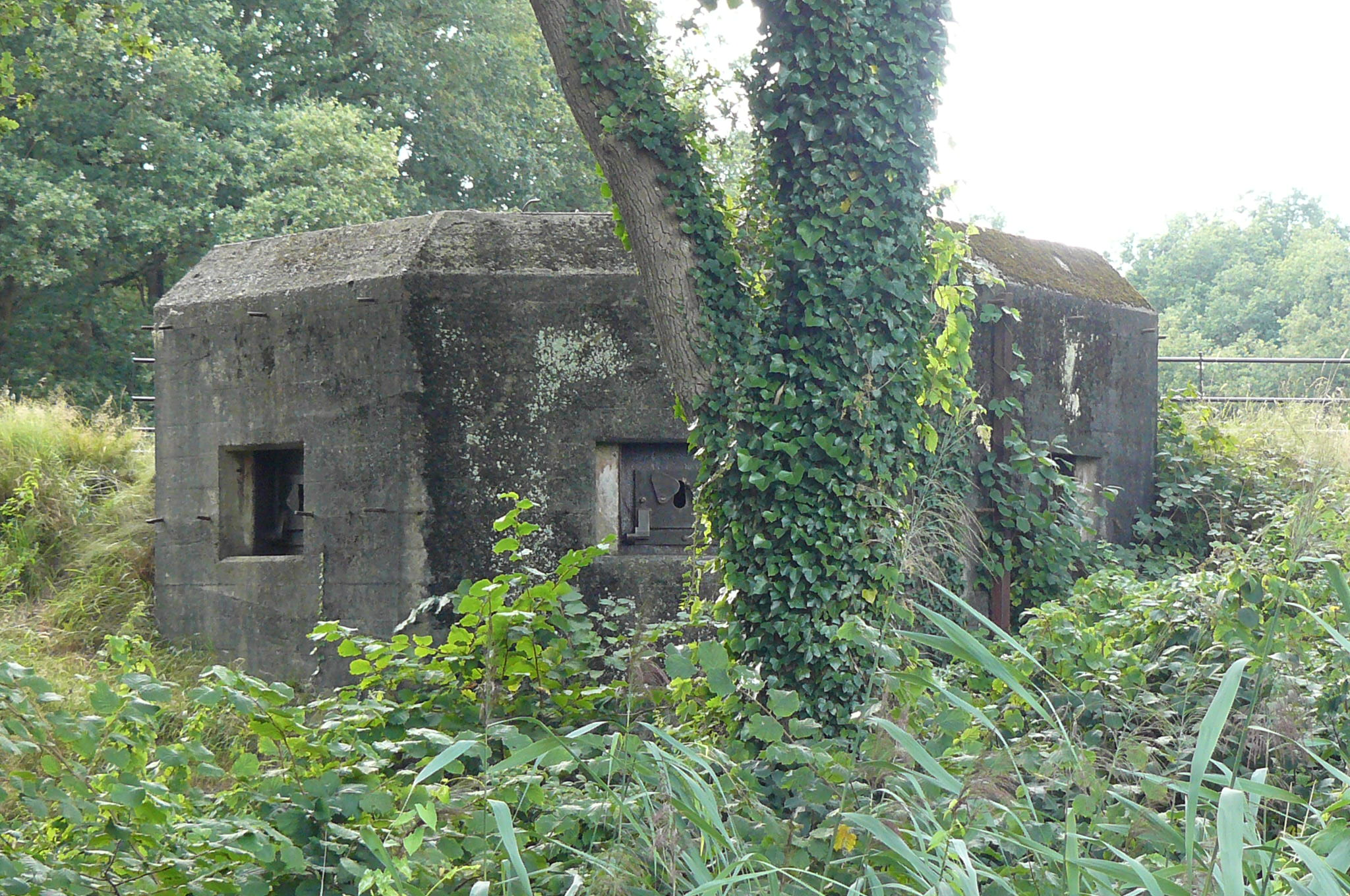
S3a kazemat bij Fort aan de Buursteeg.

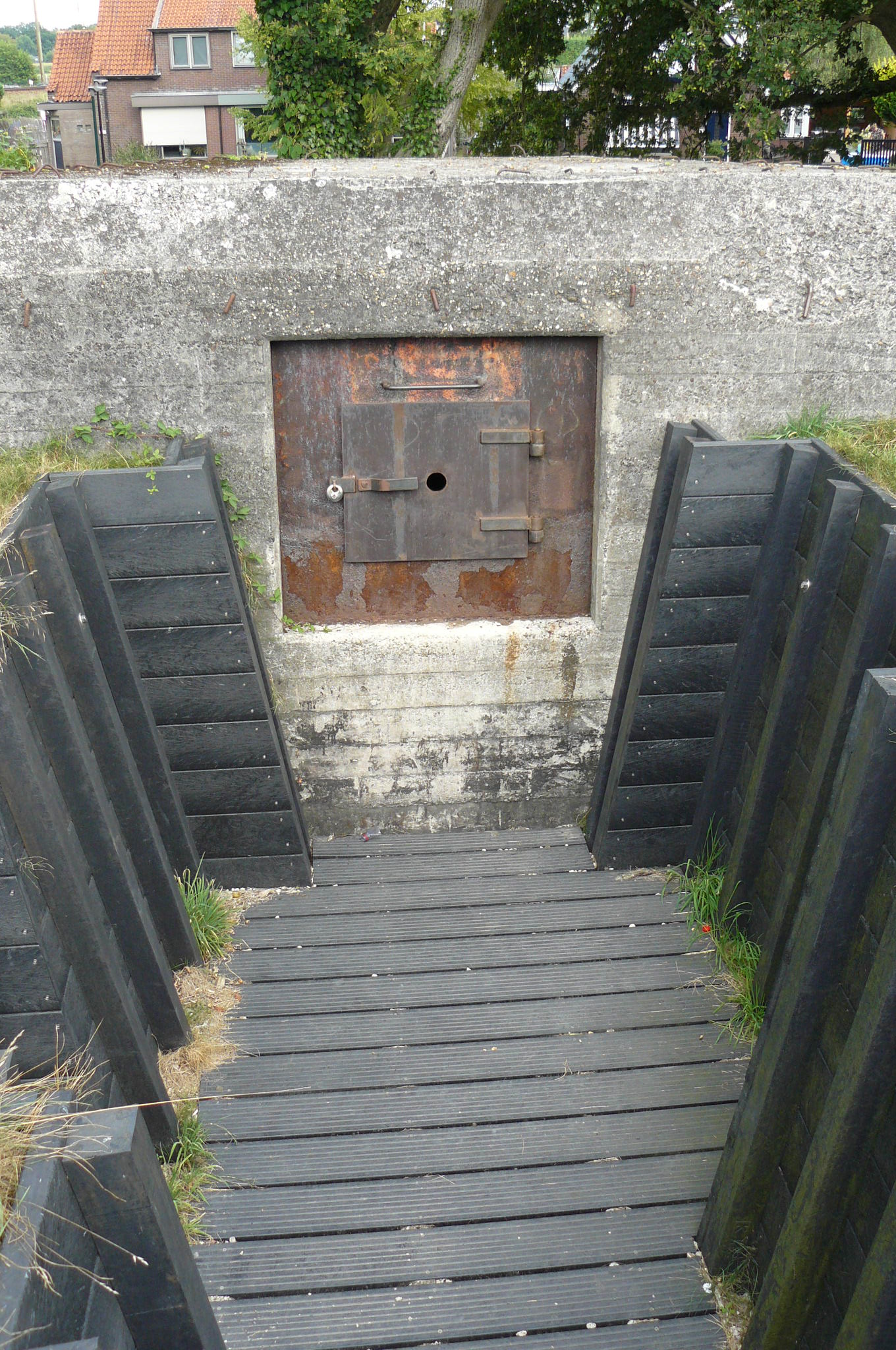
Loopgraaf naar ingang S3a kazemat bij Fort aan de Buursteeg.

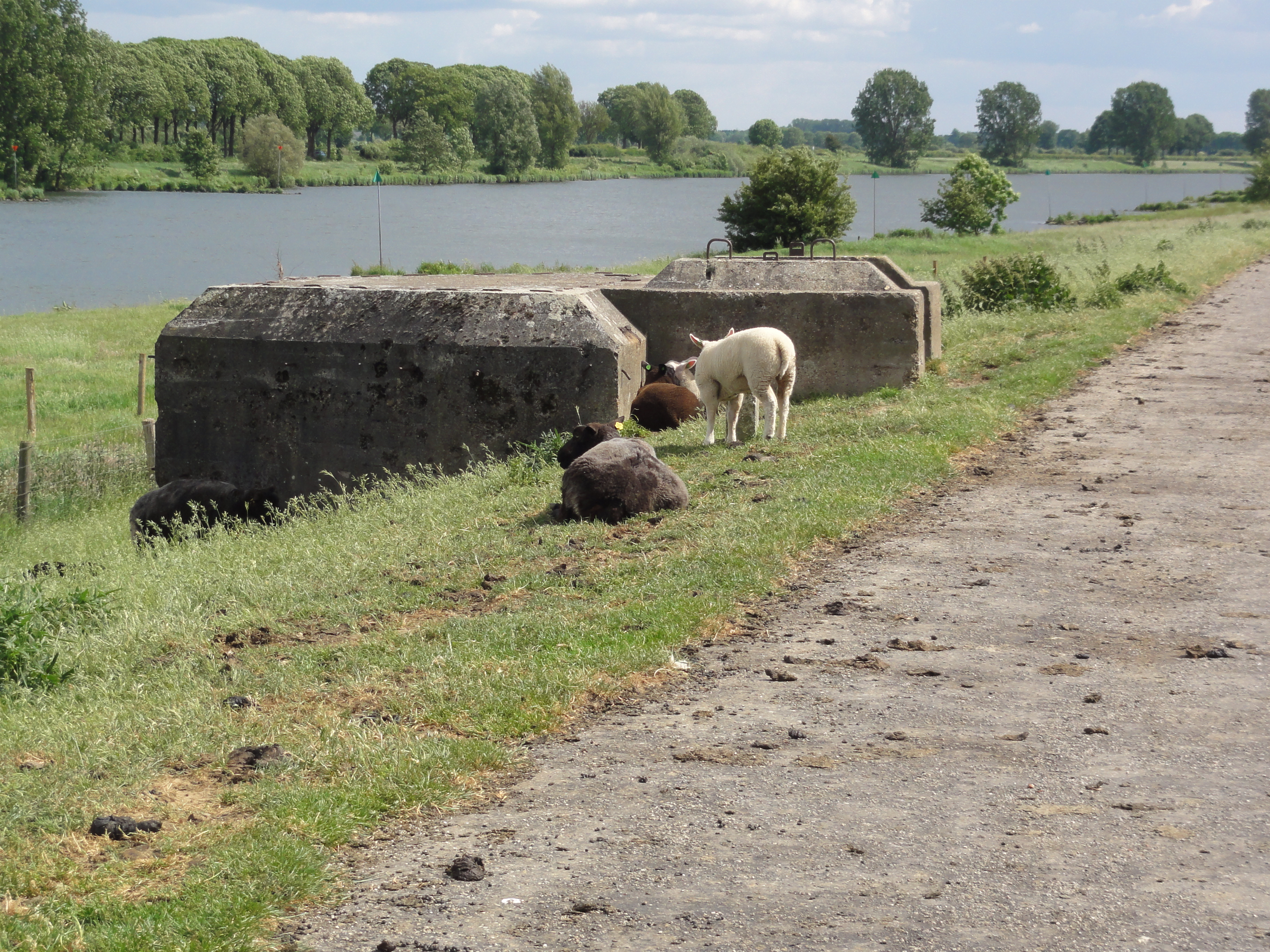
S3k in de Maasdijk bij Cuijk.

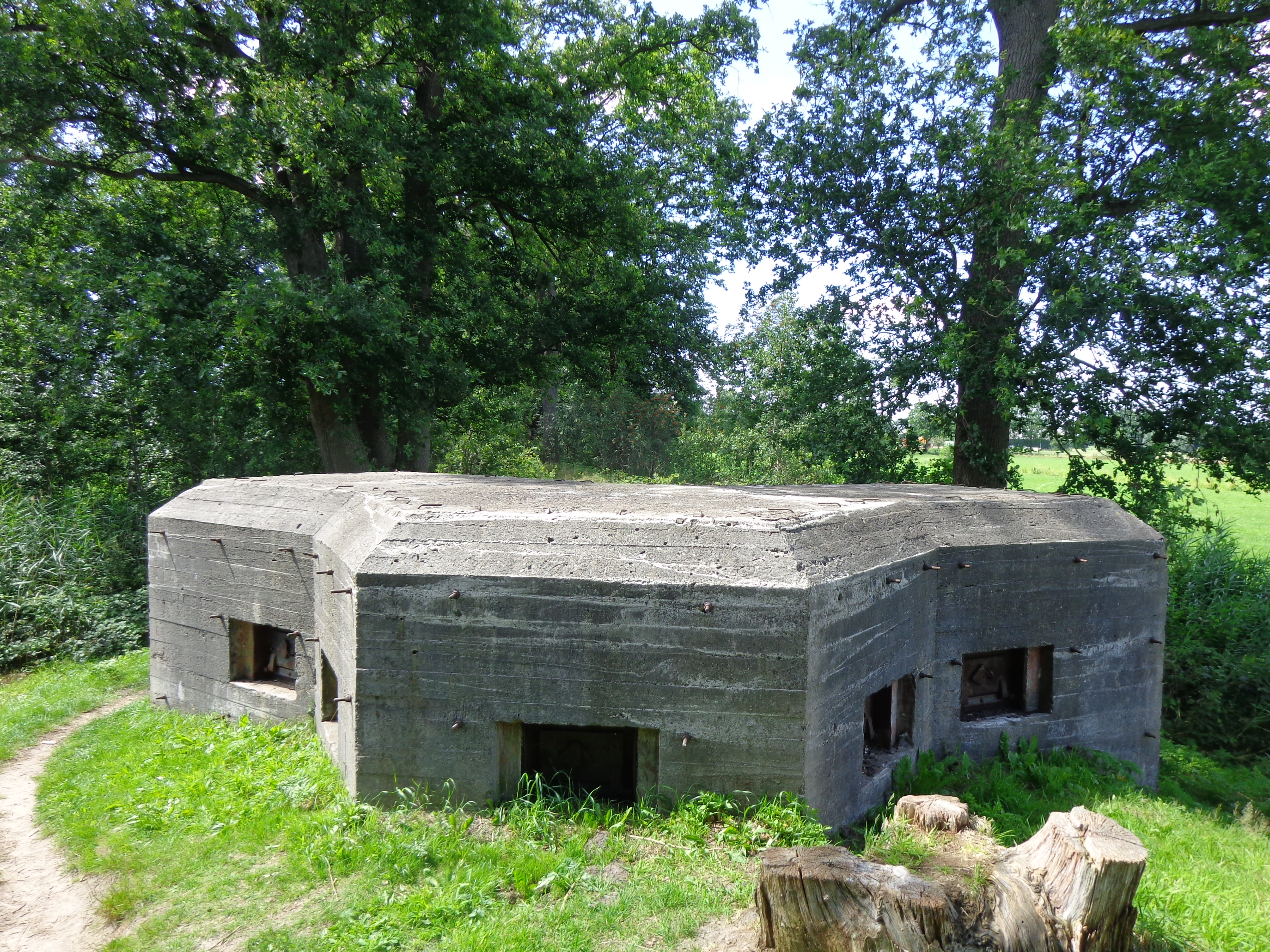
S7 aan de Asschatterkade bij Leusden.

De S3 kazemat was een Nederlands ontwerp van een kazemat met drie schietopeningen. Het ontwerp was afkomstig van het Centraal Inundatie en Technisch Bureau (CITB) en kwam in 1939 gereed. De bewapening bestond uit een lichte mitrailleur type Lewis M.20, waarbij de commandant bepaalde uit welke schietopening gevuurd zou worden.
De kazemat bestond uit een gevechtsruimte met een achteruitgang. In de deur zat nog een schietgat voor een geweer. De schietgaten van de kazemat waren voor het afgeven van frontaal en flankerend vuur. Ze hadden in totaal een schootsveld van 190 graden, ofwel 70 graden per schietgat en een kleine overlap. De ongebruikte schietgaten waren afsluitbaar met een stalen luik met een dikte van twee centimeter.
De S3 kazemat heeft een rechthoekige plattegrond, maar met deels schuine zijden. De achterzijde is 5,2 meter, de zijzijden zijn recht 1,0 meter en schuin 2,0 meter en aan de voorzijde 2,5 meter. De hoogte inclusief vloerplaat is 3 meter. Het geheel is van gewapend beton en de muren zijn 80 centimeter dik. Dit bood voldoende weerstand tegen een beschieting met kanonnen met een kaliber van 12 cm, maar enkele treffers van 15 cm granaten was ook geen probleem. Door de omvangrijke schietgaten waren ze in de praktijk toch wel kwetsbaar zoals is gebleken tijdens de Duitse inval in mei in 1940.
Er waren twee versies, met klimkoker, dit type kreeg de aanduiding S3k, en met een gewone achteruitgang zoals hierboven beschreven met de aanduiding S3a. De S3k werd tegen of deels in dijken en wallen geplaatst, waardoor een achteringang niet mogelijk was omdat dit de dijk zou verzwakken. Aan de achterzijde kwam een extra betonnen koker met binnenin een ladder met treden van betonijzer waardoor de bemanning via het dak de kazemat kon verlaten.
In heel Nederland zijn er voor het uitbreken van de Tweede Wereldoorlog 763 S3 kazematten gebouwd, waarvan 88 in de Grebbelinie. Een andere bron telt 720 kazematten van dit type, waarvan 327 aan het Maas-IJsselfront, bestaande uit de Maas- en de IJssellinie, 245 stuks aan de Peel-Raamstelling en 112 exemplaren bij de Grebbelinie.

## Trivia
- Bijnamen van de kazematten waren Spinnekoppen en Stekelvarkens.
- De S3 kazemat telt drie schietgaten, maar er zijn ook vergelijkbare, maar grotere versies met vijf (S5) of zeven (S7) schietgaten.